# Archipolydesmus maroccanus
Archipolydesmus maroccanus är en mångfotingart som beskrevs av Carl Graf Attems 1898. Archipolydesmus maroccanus ingår i släktet Archipolydesmus och familjen plattdubbelfotingar. Inga underarter finns listade i Catalogue of Life.